# ناحیه دونگدامون
ناحیه دونگدامون (به لاتین: Dongdaemun District) یک منطقهٔ مسکونی در کره جنوبی است که در سئول واقع شده‌است. ناحیه دونگدامون ۱۴٫۲۲ کیلومتر مربع مساحت و ۳۴۶٬۷۷۰ نفر جمعیت دارد.